# Malagasiella minima
Malagasiella minima är en insektsart som beskrevs av Evans 1954. Malagasiella minima ingår i släktet Malagasiella och familjen dvärgstritar. Inga underarter finns listade i Catalogue of Life.